# 新聞紙法

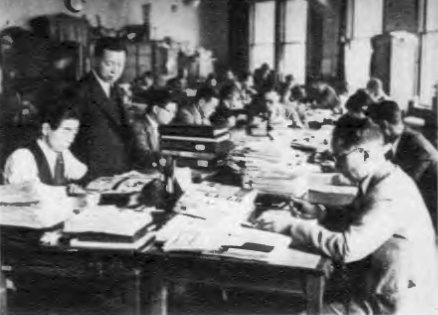
警視庁特別高等警察部検閲課による検閲事務の様子（1938年（昭和13年））

新聞紙法（しんぶんしほう、明治42年5月6日法律第41号）は、戦前日本で制定された、日刊新聞および定期刊行雑誌を規制する法律。全45条と附則からなる。
1909年に公布・施行された法律で、帝国議会の初期議会で議員立法として成立したが、事実上は新聞紙条例を引き継ぐ法律となった。1949年に廃止。

## 沿革

### 新聞紙法の制定
帝国議会開設に至り、民権派議員は第1回帝国議会から12回にわたり議員立法の「新聞紙法案」を提出していた。そして第25回帝国議会に新聞界出身である村松恒一郎が法案を提出し、衆議院で修正可決され、貴族院でも可決された。
1909年（明治42年）5月6日公布、即日施行。なお施行に伴い新聞紙条例は廃止された。
法案は新聞界出身の末広重恭、箕浦勝人、波多野伝三郎、村松恒一郎らが大審院の判例や当時の社会慣習をもとに立案した。しかし、初期議会では政府と民党との政治的取引の材料とされ、新聞発行の禁停止処分の規定を保持しており、従前の新聞紙条例を引き継ぐものとなった。

### 成立後
新聞紙法の施行によって、出版法とあわせ検閲が強化されていった。
1938年には国家総動員法が定められ、新聞紙法第27条においては軍事・外交のみならず一般治安や財政金融に関しても統制できるものとした。また情報局が設けられ、新聞統制が進められていった。
関連事件
- 幸徳事件報道
- 白虹事件
- 森戸事件
- 第一次大本事件
- 横浜事件

### 廃止

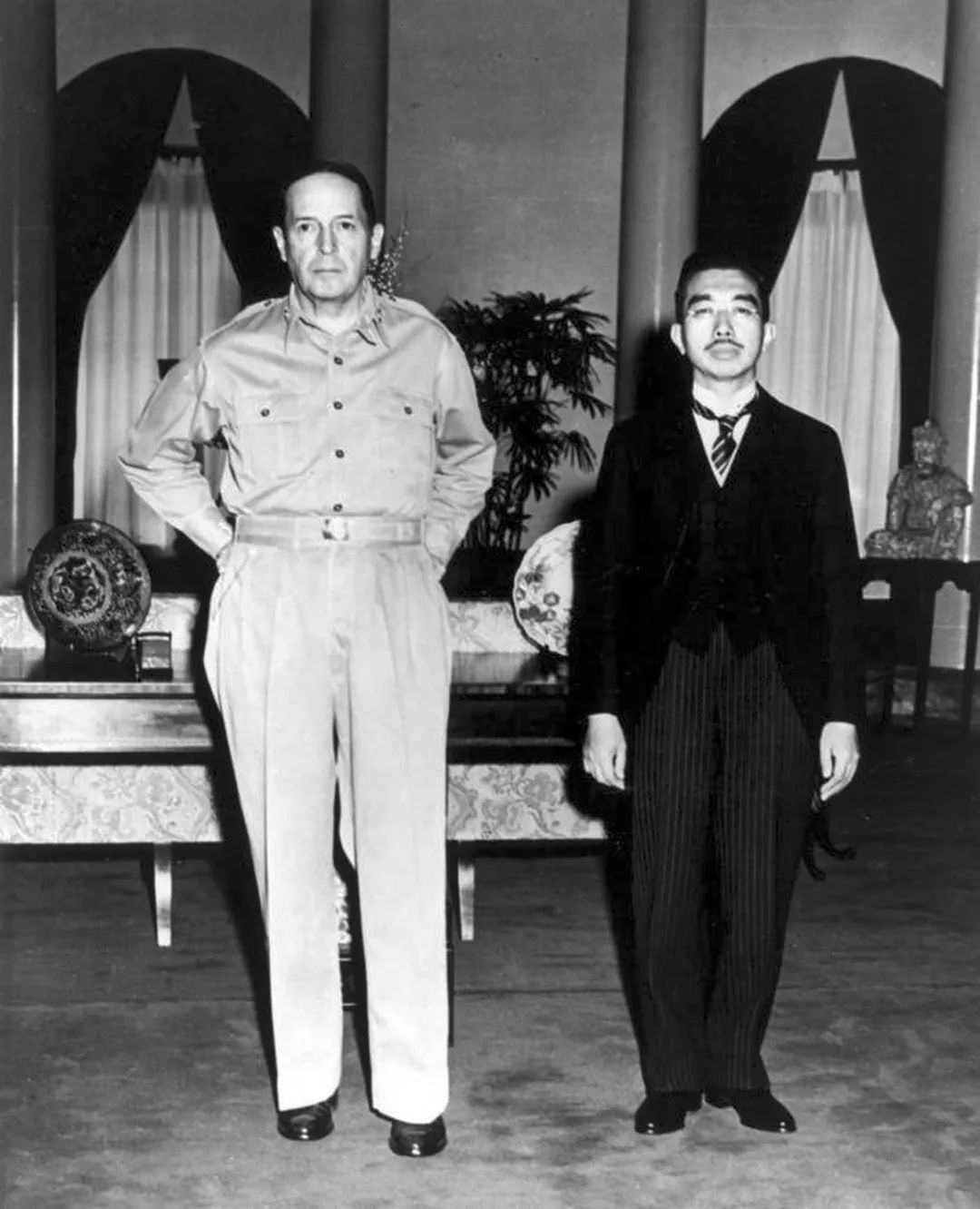
問題となった写真

太平洋戦争（大東亜戦争）の終結に伴い日本を占領した連合国軍最高司令官総司令部（GHQ）は、1945年9月27日付で「新聞及び言論の自由への追加措置に関する覚書」を発し、これにより新聞紙法は事実上効力を停止された。なおこの間、9月27日の会見時に撮影された3枚の昭和天皇とマッカーサーが並び立つ写真のうち1枚を9月29日に新聞各紙が掲載したことに対し、内務省が新聞紙法第23条を理由に頒布を禁止するなど、混乱も見られた。

ただし、法律そのものは存続し、昭和憲法施行後の1947年（昭和22年）末に行われた内務省解体に伴い、内事局に移管。この内事局はわずか2カ月で組織再編となったため、さらに国家公安委員会（実務は国家地方警察本部警備部）へ移管された。正式に廃止されるのは、第3次吉田内閣下の第5回特別国会で可決成立した「出版法及び新聞紙法を廃止する法律」(昭和24年法律第95号)が公布された、1949年（昭和24年）5月24日付のことだった。

## 内容

### 主な条文
- 第12条 時事に関する事項を掲載する新聞の保証金納付義務
- 第17条 記事内容の関係者による反論掲載義務（アクセス権の一種、反論権）
- 第19条 予審記事の制限
- 第21条 犯罪を煽動もしくは曲庇する記事の禁止
- 第23条 安寧秩序を乱したり風俗を害すると認められる新聞の発売・頒布禁止
（第41条において発行人・編集人の処罰も定められている）
- 第27条 陸軍・海軍・外務各大臣による、軍事外交に関する記事の禁止・制限権

### 掲載禁止および差止
- 絶対的掲載禁止事項
  - 公判に付する以前における予審の内容、検事が掲載を差し止めた捜査または予審中における被告事件に関する事項、公開を停めた訴訟の弁論
  - 犯罪を煽動もしくは曲庇しまたは犯罪人もしくは刑事被告人を賞恤もしくは救護しまたは刑事被告人を陥害する事項
  - 内務大臣が新聞紙掲載の事項を安寧秩序を紊しまたは風俗を害するものと認めその発売頒布を禁止するとともに将来にむかって掲載を禁止する同上趣旨の事項
  - 陸軍大臣、海軍大臣または外務大臣が軍事または外交に関して掲載を禁止した事項
  - 安寧秩序を紊しまたは風俗を害する事項
  - 皇室の尊厳を冒涜し政体を変改しまたは朝憲を紊乱しようとする事項
- 相対的掲載禁止事項
  - 官署公署または法令で組織した議会において公にしない請願書または訴願書
  - 検事が許可を留保して掲載を差し止めた事項
  - 内務大臣が許可を留保して将来の掲載を禁止した事項

など